# Eurosia bicolor
Eurosia bicolor är en fjärilsart som beskrevs av Rothschild 1912. Eurosia bicolor ingår i släktet Eurosia och familjen björnspinnare. Inga underarter finns listade i Catalogue of Life.